# Hans Bangerter
Hans Bangerter (Studen, 10 giugno 1924 – Berna, 22 luglio 2022) è stato un dirigente sportivo svizzero, segretario generale della UEFA dal 1960 al 1989.

## Biografia
Ha intrapreso la carriera nel settore pubblico e in seguito è entrato nel mondo del calcio.
Dopo un primo periodo presso la FIFA, nel 1960 è stato nominato segretario generale della UEFA, succedendo a Pierre Delaunay, ruolo che ha ricoperto per quasi tre decenni. Durante il mandato, ha introdotto innovazioni fondamentali come il calendario fisso per le competizioni europee e la regola dei gol in trasferta, semplificando la gestione dei pareggi nelle competizioni. Contemporaneamente, Bangerter fece parte del comitato organizzativo privato della Coppa delle Fiere e, sul finire degli anni 60, contribuì attivamente all'acquisizione dei diritti del torneo da parte della UEFA, portando alla nascita della Coppa UEFA.
La sua eredità è visibile ancora oggi nelle strutture e nelle regole del calcio europeo, che ha contribuito a plasmare in modo duraturo.